# Leieschara coarctata
Leieschara coarctata är en mossdjursart som först beskrevs av Michael Sars 1863.  Leieschara coarctata ingår i släktet Leieschara och familjen Myriaporidae. Inga underarter finns listade i Catalogue of Life.